# 午後のシンシア
『午後のシンシア』（ごごのシンシア）は、南沙織通算16枚目のオリジナル・アルバム。1977年4月1日発売。発売元はCBSソニー。

## 解説
- 帯コピー：けだるい午後のまどろみから目覚め飛躍するシンシア
- 22枚目のシングル「ゆれる午後」（同年3月1日発売）とそのB面曲「春の愁い」を含む、16枚目のオリジナルアルバム。
- 全曲「有馬三恵子×筒美京平」コンビによる楽曲である。同コンビによるアルバムは、1973年の『20才まえ』以来となる。
- 2005年、ソニーレコードのWeb通信販売サイト「Sony Music Shop」内の「オーダーメイドファクトリー」で、購入予約注文数が規定枚数に達したため、初CD化が実現（帯なし、プラスチックケース仕様）。その後ほどなく、CD-BOXで再リリースされた。
- CDパッケージでの生産は中止されており、音楽配信でのみ購入が可能である（2008年現在）。なお、収録曲の大半はベスト・アルバム『GOLDEN☆BEST 南沙織 筒美京平を歌う』（2002年6月19日発売）に収録されている。

## 収録曲
- 全作詞: 有馬三恵子、作曲: 筒美京平

1. アリスの世界　
  - 編曲: 水谷公生
2. 目の中の春　
  - 編曲: 船山基紀
3. あの手この手　
  - 編曲: 筒美京平
4. ふたり淋しがりや　
  - 編曲: 水谷公生
5. ゆれる午後　
  - 編曲: 萩田光雄
6. いつか逢えますね　
  - 編曲: 船山基紀
7. あとずさりする月日　
  - 編曲: 筒美京平
8. 春の愁い　
  - 編曲: 水谷公生

22ndシングル「ゆれる午後」のB面曲。
9. 別れのマチネー　
  - 編曲: 水谷公生
10. もう一人　
  - 編曲: 筒美京平

## 関連作品
- アリスの世界
  - Cynthia Memories
  - GOLDEN J-POP/THE BEST 南沙織
- 目の中の春
  - GOLDEN☆BEST 南沙織 筒美京平を歌う
- あの手 この手
  - GOLDEN☆BEST 南沙織 筒美京平を歌う
- ふたり淋しがりや
  - GOLDEN☆BEST 南沙織 筒美京平を歌う
- ゆれる午後
  - 22ndシングル「ゆれる午後#収録作品（LP・CD）」を参照されたい。
- いつか逢えますね
  - シンシアのハーモニー
  - シンシア・ラブ
  - Cynthia Memories
- あとずさりする月日
  - GOLDEN☆BEST 南沙織 筒美京平を歌う
- 春の愁い
  - 22ndシングル「ゆれる午後#収録作品（LP・CD）」を参照されたい。
- 別れのマチネー
  - CYNTHIA ANTHOLOGY
  - TSU-TSU MIX 南沙織 - ノンストップ・ミックスで収録。
- もう一人
  - GOLDEN☆BEST 南沙織 筒美京平を歌う

## 発売履歴
- 1977年4月1日 - LP
- 2004年11月1日 - CD （オーダーメイドファクトリー）
- 2006年6月14日 - CD （紙ジャケット・高音質マスターサウンド）
  - 35周年CD-BOX『Cynthia Premium』の1枚。個別販売はない。